# Spike Lee
Spike Lee, pseudonimo di Shelton Jackson Lee (Atlanta, 20 marzo 1957), è un regista, sceneggiatore, attore, produttore cinematografico e scrittore statunitense.
Considerato il più celebre e rappresentativo dei registi afroamericani, oltre che uno dei maggiori cineasti americani degli ultimi quarant'anni, nei suoi film affronta temi politici e sociali, quali il razzismo, le relazioni interrazziali, la violenza e le droghe.
La sua casa di produzione cinematografica si chiama 40 Acres & a Mule Filmworks. Lee ha diretto anche una serie di spot pubblicitari per la Nike, con protagonista l'amico Michael Jordan. In questi spot Lee recitò la parte di Mars Blackmon, personaggio già interpretato nel suo esordio alla regia Lola Darling. Ha inoltre diretto molti videoclip, per cantanti quali Michael Jackson, Tracy Chapman, Stevie Wonder, Prince, Eros Ramazzotti e per gruppi quali i Public Enemy.
Ha ricevuto 6 candidature agli Oscar per il documentario 4 Little Girls, per la sceneggiatura di Fa' la cosa giusta e nelle vesti di produttore, regista e sceneggiatore per BlacKkKlansman, vincendone uno per l’ultima categoria. Nel 2003 ha ricevuto il Premio César alla carriera. Nel 2005 ha pubblicato la sua autobiografia, intitolata Questa è la mia storia e non ne cambio una virgola. Sulla Hollywood Walk of Fame è presente una stella con il suo nome. Nei titoli di testa dei suoi film appare sempre la scritta A Spike Lee Joint.
Il 14 novembre 2015 riceve il premio Oscar alla carriera per il contributo che ha dato al mondo dello spettacolo durante la sua carriera.

## Biografia

### L'infanzia e gli studi
Spike Lee è nato ad Atlanta, in Georgia, il 20 marzo 1957. Il padre, Bill Lee, era un musicista jazz, responsabile delle musiche di molti suoi film. La madre, Jacquelyn Carroll Shelton, era un'insegnante. Spike Lee ha tre fratelli (Cinqué, anch'egli attore e regista, Chris e David) e una sorella (Joie), attrice e regista. Anche il cugino Malcolm è un regista.
Il nomignolo Spike (magro, ribelle) gli fu dato dalla madre, a causa del carattere ribelle del futuro regista e della sua corporatura esile ma resistente. La famiglia Lee si spostò prima a Chicago, quindi a New York, nel quartiere di Brooklyn, quando egli era molto giovane. Durante la sua infanzia, Spike Lee sognava di diventare un giocatore di baseball, ma il suo scarso talento e il fisico esile lo costrinsero a cambiare idea. Nei weekend, la madre lo portava spesso a vedere spettacoli teatrali e musical.

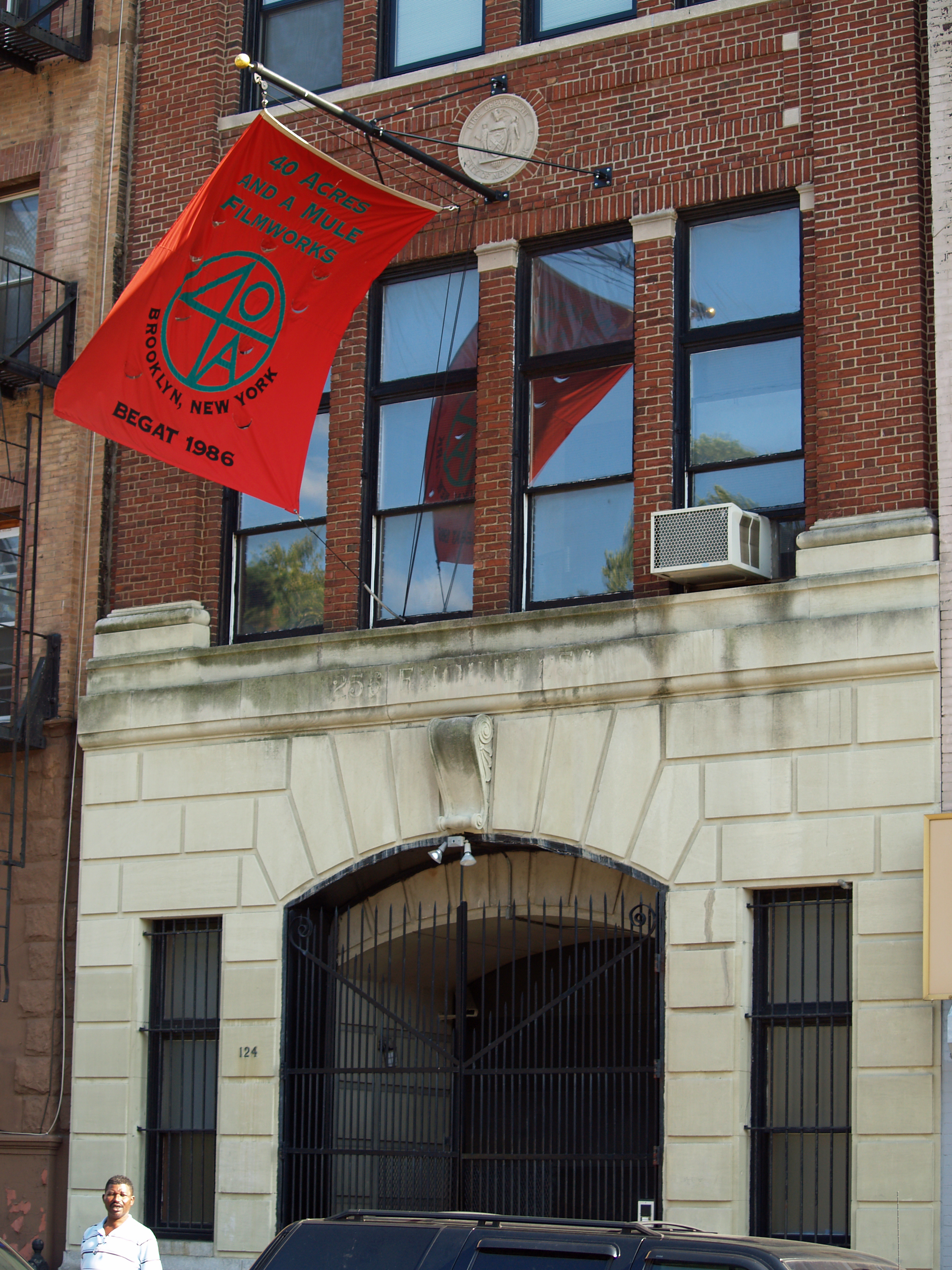
La sede della 40 Acres & a Mule Filmworks, la casa di produzione di Spike Lee

Per quanto riguarda gli studi, Spike Lee odiava la matematica e la scienza, mentre la letteratura inglese era la sua materia preferita. Il libro che ebbe più influenza su di lui fu l'Autobiografia di Malcolm X, letto al primo anno delle superiori.
Nel 1975, Spike Lee lasciò la famiglia per frequentare il prestigioso Morehouse College di Atlanta, frequentato in maggioranza da afroamericani. Il Morehouse era uno dei più importanti college, per quanto riguarda lo studio della cultura e della storia afroamericana. In passato esso fu frequentato anche da Martin Luther King e lì si conobbero i genitori di Spike Lee. In quel periodo Lee iniziò ad acconciarsi i capelli in stile "afro", allora in voga tra la popolazione nera.
Lee iniziò a scrivere per il giornale studentesco durante il college, The Maroon Tuger e incontrò Monty Ross, in seguito suo produttore di fiducia e suo miglior amico. Grazie a un loro amico, Ross e Lee scrissero e girarono un cortometraggio di venti minuti, Black College: The Talented Tenth. Ross interpretò il ruolo del protagonista. Lee non rimase molto soddisfatto del lavoro, e nella sua autobiografia si augura che l'unica copia esistente della pellicola sia andata perduta. Subito dopo il cortometraggio, Lee scrisse una sceneggiatura, intitolata The Homecoming. Dovrà aspettare più di dieci anni per realizzarla, con il titolo Aule turbolente.
Nel 1976 morì la madre, Jacquelyn, per un cancro al fegato. Da quel momento la nonna materna, Zimmie Shelton, divenne il punto di riferimento per i fratelli Lee.

### I primi cortometraggi
Nel settembre 1977, Lee scelse come indirizzo di laurea le Comunicazioni di massa, vale a dire cinema, radio, televisione e stampa. Si iscrisse quindi al Clark College, dove montò il cortometraggio Last Hustle in Brooklyn, girato quell'estate, che dura quaranta minuti e mostra le conseguenze di un black out avvenuto a New York. Lee filmò in Super 8 gli assalti ai negozi e i ballerini di strada che ballavano l'hustle, uno stile di ballo che andava di moda allora. Nel corto recitarono il fratello Chris e il padre Bill. Il corto non è stato mai proiettato in occasione delle retrospettive dedicate al regista, poiché Lee non ha mai chiesto l'autorizzazione per usare le musiche inserite nella colonna sonora.
Nel 1978 Lee girò un corto di fantascienza, in 16 mm, intitolato She Wore Black Shoes, che narra di una ragazza dalle gambe bellissime, che indossa calze nere e porta una borsetta piena di fango. Chiunque tocca quella borsa muore all'istante. Lee è ancora adesso imbarazzato, al ricordo di quella storia, e pare abbia distrutto ogni copia esistente.
Sempre nello stesso anno, Lee diresse la classica cerimonia di fine anno del Morehouse College. «È stato così che ho imparato come si dirige un gran numero di persone», asserì il regista.
Nel 1979 seguì in qualità di apprendista uno stage a Hollywood, alla Columbia Pictures, che lo convinse definitivamente a diventare regista. Nello stesso anno Bill Lee aveva iniziato a frequentare una donna bianca ebrea, che diventerà la sua seconda moglie. Ciò fece infuriare il regista, che riteneva sbagliato che il padre avesse iniziato una nuova relazione a così breve distanza dalla morte della madre.
Terminato il college, Lee si iscrisse alla New York University. L'università era frequentata anche da Ernest Dickerson, oltre a Lee unico studente afroamericano, che diventerà il suo direttore della fotografia preferito, fino a che non passerà lui stesso alla regia.
Nel 1980 Lee diresse il corto The Answer, una critica fortemente negativa di Nascita di una nazione, di David Wark Griffith, considerato uno dei capisaldi del cinema statunitense, a causa dei suoi contenuti razzisti. «Niente in contrario se si insegna la grande tecnica cinematografica inventata da Griffith, ma non bisogna dimenticare che quel film è stato usato per il reclutamento nel Ku Klux Klan, ed è da considerarsi direttamente responsabile del linciaggio e della castrazione di migliaia di afroamericani», sostenne Lee. The Answer dura venti minuti e narra di un regista afroamericano che riceve un budget di 50 000 dollari per girare un remake del film di Griffith. Il corto creò molte polemiche dentro l'università.
Nel 1981 Lee diresse il corto Sarah, storia di una famiglia riunita in occasione del giorno del Ringraziamento, dedicato alla nonna, che fu anche produttrice. Sarah fu la prima collaborazione tra Lee e Dickerson, che diresse la fotografia. In questo corto apparve per la prima volta il logo della 40 Acres & a Mule Filmworks, società ancora non registrata che diventerà la casa di produzione del regista.
Alla New York University, Spike Lee ebbe l'occasione di vedere molti film europei e orientali: quelli che lo colpirono di più furono Rashomon, diretto da Akira Kurosawa nel 1950, e Fino all'ultimo respiro, diretto da Jean-Luc Godard nel 1959. Ma il regista che ha ispirato di più Spike Lee fu Jim Jarmusch, conosciuto all'università. «L'evento più decisivo nella mia carriera universitaria è stato il successo di Stranger than Paradise, di Jim Jarmusch. All'improvviso mi resi conto che realizzare un film era davvero possibile», affermò il regista.

### Gli anni ottanta (1986-1990)

#### Joe's Bed-Stuy Barbershop: We Cut Heads
Nel 1982, al terzo anno della New York University, Spike Lee diresse il suo primo lungometraggio: Joe's Bed-Stuy Barbershop: We Cut Heads fu la sua tesi di laurea. Il film narra di una sala da barba utilizzata come copertura per le scommesse clandestine. Il film fu realizzato con 10.000 dollari e fu prodotto dalla nonna Zimmie. Spike Lee recitò nel film con lo pseudonimo Stuart Smith.
Quando il film venne presentato la stampa etichettò Lee come «giovane autore newyorkese d'origine afroamericana». Il film riscosse un gran successo di pubblico e ottenne ottime recensioni. Nel 1983 il film vinse lo Student Academy Award dell'Academy Motion Pictures Arts and Sciences Student, come miglior film realizzato da uno studente di cinema, e fu il primo film diretto da uno studente di cinema a essere selezionato per la prestigiosa manifestazione New Directors/New Films del MoMA. In Europa il lungometraggio fu presentato al Festival internazionale del film di Locarno, dove vinse il premio come miglior film.

#### The Messenger
Dopo il gran successo riscosso da Joe's Bed-Stuy Barbershop: We Cut Heads, che gli valse anche la nomina quale "uomo dell'anno" dal Village Voice, Lee si mise al lavoro per realizzare il suo vero film d'esordio.
Nel 1984 riscrisse quindi la sceneggiatura di The Messenger, già abbozzata ai tempi dell'università. La storia era molto autobiografica. Narrava infatti di un fattorino afroamericano di New York che si ritrovava la vita sconvolta dalla morte della madre e dal successivo matrimonio del padre con una donna bianca. Dopo tante peripezie, il fattorino riusciva a vendicarsi della matrigna, sbattendola fuori di casa a calci.
Spike Lee scelse come attori Giancarlo Esposito e Laurence Fishburne, mentre Dickerson non poteva prendere parte al progetto poiché aveva avuto un bambino. Lee diede inizio alle prove, ma non riuscì a ottenere le agevolazioni dai sindacati. Il budget del film era di 20.000 $, forniti dalla nonna Zimmie, ma per andare avanti con le riprese Lee aveva bisogno di altri soldi, che però non arrivarono mai. Il film venne così annullato. «Niente mi aveva preparato a un fallimento del genere. In quel momento pensai che la mia carriera fosse finita», disse il regista.

#### Lola Darling
Dopo il fallimento di The Messenger Lee si convinse che per andare avanti bisognava prodursi i film da soli, così il 6 dicembre 1984 fondò la 40 Acres & A Mule Filmworks, con l'obiettivo di entrare nel mercato cinematografico che conta, dirigendo film che narrassero storie di neri per i neri.
Nel 1986, Lee produsse e diresse così Lola Darling, che si può considerare il suo vero esordio in un lungometraggio. Il film è una commedia sofisticata con scene sexy, e racconta di una ragazza afroamericana indipendente che si divide fra tre amanti. Il film fu girato in dodici giorni, in bianco e nero, con un budget di 165000 $, 4 000 dei quali provenienti dalla nonna Zimmie. Del film Lee, oltre che regista, fu anche attore, produttore e montatore. Un film con una protagonista afroamericana a quei tempi era una novità quasi assoluta, dato che era stato preceduto solo da Il colore viola, diretto da Steven Spielberg e interpretato da Whoopi Goldberg. Lola Darling non ottenne un gran successo di critica negli Stati Uniti, ma il New York Times definì Spike Lee il «Woody Allen nero». Il regista portò il film al Festival di Cannes, e ottenne il Prix de la Jeunesse. Inoltre il film ottenne anche il premio della critica di Los Angeles e altri due premi. Il film fu distribuito negli USA vietato ai minori di 14 anni e incassò in totale 7137502 $. Il personaggio interpretato da Spike Lee, Mars Blackmon, divenne una vera e propria icona tra gli afroamericani.

#### Aule turbolente
Dopo il successo di Lola Darling Lee ricevette molte proposte e diresse nel 1986, per la Warner Bros., un videoclip per l'album Tutu di Miles Davis. Il regista partecipò anche al Saturday Night Live, dove ripropose il personaggio di Mars Blackmon, da lui interpretato in Lola Darling, e girò una serie di spot pubblicitari per la Nike, con protagonisti Michael Jordan e lo stesso regista, nei panni di Mars Blackmon.
In quel periodo, Lee ricevette anche una proposta per dirigere un videoclip per la canzone Royal Garden Blues, di Branford Marsalis, ma abbandonò il progetto poiché non ebbe la totale indipendenza richiesta, e il manager di Marsalis rimase insoddisfatto per lo stile lineare e semplice del video.
Lee decise di provare a realizzare la sceneggiatura scritta ai tempi del college, intitolata Homecoming, e la riscrisse, ambientandola in un college per soli neri, con l'idea di farne un musical. Il film alla fine si intitolò Aule turbolente, e uscì nel 1988. Si tratta del primo musical afroamericano della storia del cinema, ed è una sorta di Animal House afroamericano con numeri musicali. Lee finalmente poté lavorare con Laurence Fishburne, già contattato per The Messenger. Il film venne finanziato dalla stessa casa di produzione che finanziò Lola Darling, ma Lee volle girare questo film con un budget più alto, quindi ebbe bisogno dell'appoggio di una major, così entrò in contatto con la Columbia Pictures, che produsse la pellicola.
La critica non gradì in gran parte il film, che venne distribuito solo negli Stati Uniti, con scarsa promozione. In Europa uscì solo in videocassetta. Nonostante ciò Aule Turbolente incassò 14.545.844 $, più di ogni altro film prodotto dalla Columbia quell'anno.

#### Fa' la cosa giustaeMo' Better Blues
Nel 1989 il regista girò Fa' la cosa giusta, interpretato da Danny Aiello, Rosie Perez, John Turturro, Giancarlo Esposito e lo stesso regista. Il film lo consacrò definitivamente come autore e riscosse un notevole successo di pubblico e di critica negli Stati Uniti, incassando complessivamente 27545445 $ a fronte di un budget di 6500000 $, ma suscitò anche molte polemiche per i suoi contenuti ritenuti un inno alla rivolta dei ghetti. Il film narra di un gruppo di personaggi di differenti etnie che abitano a Brooklyn ed entrano a poco a poco in collisione tra di loro. Prima dei titoli di coda appaiono due citazioni di Malcolm X e Martin Luther King.

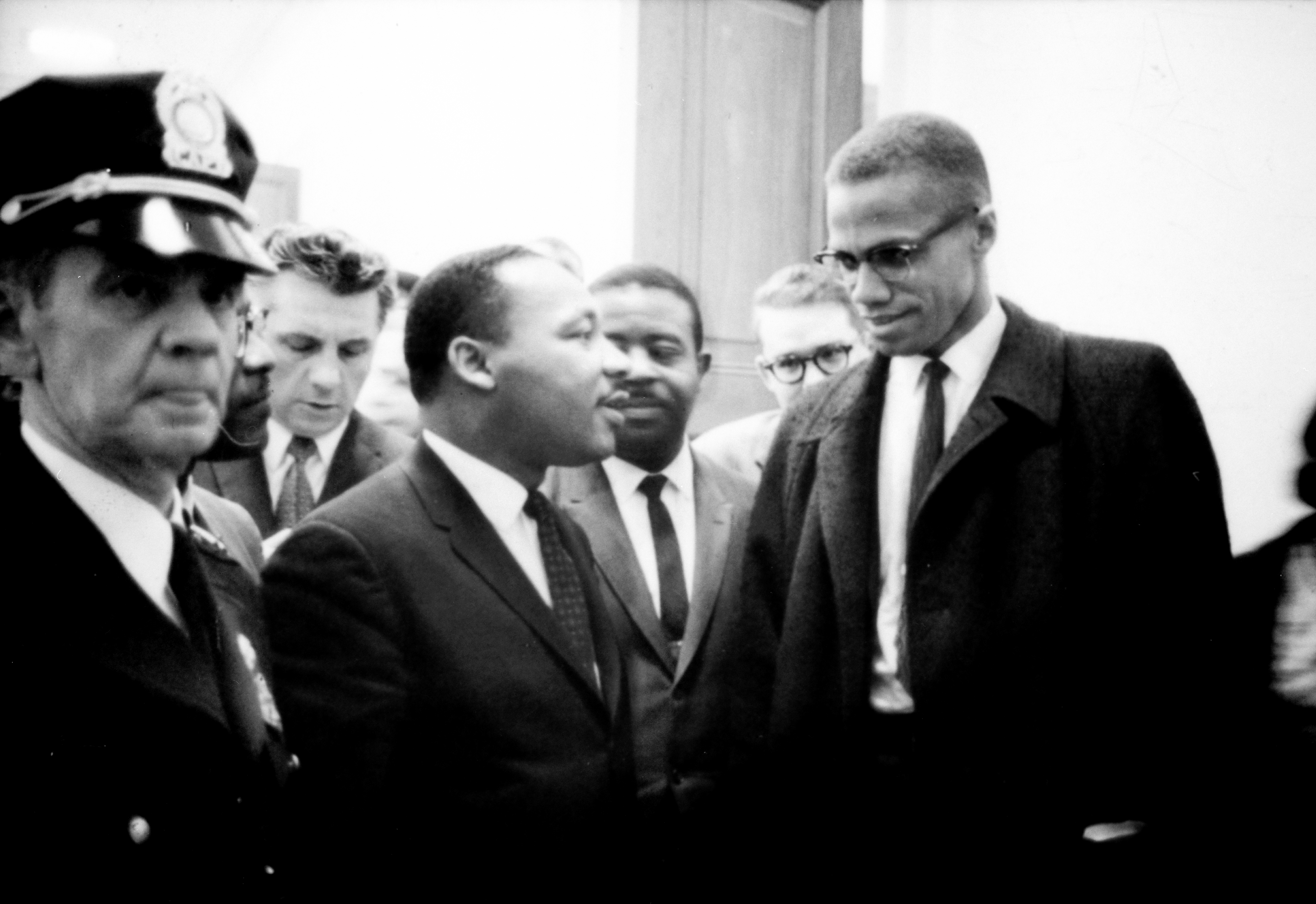
Malcolm X e Martin Luther King: i loro discorsi, le loro citazioni e le loro immagini ricorrono spesso nei film di Spike Lee.

Il quotidiano Usa Today definì il film «un gossip comunista», e altri quotidiani attribuirono alla visione della pellicola scontri razziali avvenuti precedentemente all'uscita del film. Fa' la cosa giusta partecipò al XLII Festival di Cannes, ma venne escluso dal palmarès, tra molte polemiche. In Europa il film fu accolto molto bene dalla critica, che lo definì l'unico film shock del Festival. Grazie a questo film il regista guadagnò una candidatura all'Oscar come miglior sceneggiatura originale, ma non vinse. Anche Danny Aiello conquistò la candidatura come miglior attore non protagonista. Il film inoltre lanciò la canzone Fight the Power, dei Public Enemy, facendola diventare un gran successo.
Sempre nel 1989, Spike Lee lanciò la 40 Acres & A Mule Musicworks, che avrebbe «ampliato il patrimonio della musica afroamericana». Lee prese così parte, in veste di conduttore, al documentario Spike an Company - Do It a Cappella, diretto da Ernest Dickerson, che affrontava il tema del canto a cappella. Nello stesso anno, Lee inaugurò anche il 40 Acres Institute, un programma per l'insegnamento cinematografico nel campus della Long Island University. Le lezioni furono tenute, tra gli altri, da Robert De Niro e Martin Scorsese. L'istituto chiuse nel 1991.

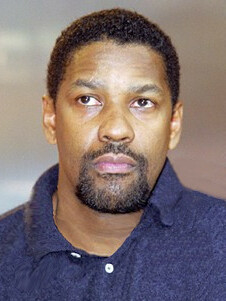
Denzel Washington, uno degli attori feticcio di Spike Lee

Nel 1990 Lee diresse Mo' Better Blues, imperniato su un musicista afroamericano interpretato da Denzel Washington, che iniziò con questo film la sua collaborazione col regista. Il film venne girato interamente a New York, in dieci settimane. In Europa venne accolto freddamente dalla critica, mentre in Italia fu presentato alla Mostra Internazionale d'Arte Cinematografica di Venezia, però senza la presenza del regista, ancora offeso per il trattamento subito a Cannes con Fa' la cosa giusta. Costato 10000000 $, il più grande budget fino ad allora ottenuto dal regista, il film incassò 16153593 $ e lanciò Denzel Washington come star afroamericana.

### Gli anni novanta (1991-1999)

#### Jungle Fever
L'anno seguente fu la volta di Jungle Fever, storia d'amore tra un architetto di colore (interpretato da Wesley Snipes) e una ragazza italoamericana di modeste origini (Annabella Sciorra). Il film fu presentato al Festival di Cannes, dove Samuel L. Jackson vinse il premio come miglior attore non protagonista, e fu accolto da molte polemiche. Gli stessi afroamericani, per mano della Nation of Islam, criticarono il film accusandolo di denigrare la loro immagine mostrando stereotipi razzisti e sessuali. Il film ottenne un budget di 14000000 $ e incassò 32482682 $, suscitando reazioni contrastanti tra i critici cinematografici.
Sempre nel 1991, Spike Lee accettò l'incarico di insegnante ad Harvard.

#### Malcolm X
Nel 1992 Spike riuscì finalmente a dirigere Malcolm X, film sul leader afroamericano, che attinge alla sua autobiografia. Il regista già nel 1987 aveva scritto sul suo diario di voler dirigere il film, che però doveva essere diretto da Norman Jewison. Lee iniziò una vera e propria battaglia personale contro Jewison, fino a farlo rinunciare al progetto, quindi iniziò un lungo braccio di ferro con la Warner Bros., che produsse il film, riguardo al budget e alla lunghezza. La Warner avrebbe voluto stanziare 20 milioni di dollari per 17 settimane di riprese, cifra che il regista ritenne di molto inferiore ai 45 milioni di dollari investiti per JFK - Un caso ancora aperto di Oliver Stone. Alla fine il film venne finanziato da molte celebrità afroamericane quali Michael Jordan, Tracy Chapman, Michael e Janet Jackson, e il budget fu di 34 milioni di dollari. Lee riuscì anche ad avere il permesso per girare alla Mecca, primo regista occidentale a esserci riuscito. Per far questo però il regista dovette assumere una troupe araba e si convertì all'Islam, dato che l'accesso alla Mecca è consentito solo ai musulmani. Il film venne presentato al Festival di Berlino e fece guadagnare a Denzel Washington, che interpreta Malcolm X, una candidatura all'Oscar come miglior attore protagonista.
Alla prima del film, Spike Lee invitò tutti gli afroamericani a scioperare e a marinare la scuola. «Vi insegnerò una parte di storia americana che finora è stata tenuta nascosta», asserì. Durante le riprese del film, Bill Lee fu arrestato per l'ennesima volta per possesso di eroina. Il musicista tentò di evitare l'arresto dichiarando ai poliziotti di essere il padre del celebre regista Spike Lee. Quello fu un duro colpo per il regista, da sempre impegnato contro le droghe. L'ennesimo arresto del padre e le polemiche che seguirono, convinsero Spike Lee ad allontanarsi dal padre.
Il film fu accolto da molte polemiche, anche da parte degli afroamericani, soprattutto da parte del celebre poeta Amiri Baraka, che lamentava il fatto che Spike Lee fosse un regista troppo commerciale e soprattutto lo accusò di aver fatto capire che Malcolm X fu ucciso dagli stessi afroamericani. Il regista replicò così: «Non abbiamo riscritto la storia. È ampiamente provato che gli attentatori appartenevano a una moschea di Newark. Nei titoli di coda si leggono anche i loro nomi. È anche vero che l'FBI ha esarcebato gli animi, spingendo i membri delle Pantere Nere a scagliarsi contro la Nation of Islam».
Malcolm X incassò complessivamente 48169910 $, una cifra modesta rispetto alle aspettative. Spike Lee diede la colpa di questo alla Warner, rea secondo lui di aver rinunciato a promuovere il suo film, per dedicarsi al western Gli spietati, di Clint Eastwood.
Le recensioni del film furono contrastanti, ma i critici furono unanimi nel considerare ottima l'interpretazione di Denzel Washington.
Malcolm X fu l'ultimo film fotografato da Ernest Dickerson per Spike Lee. I due ebbero una serie di diverbi che portarono alla rottura della loro collaborazione e all'approdo di Dickerson alla regia.

#### Crooklyn
Nel 1993, Spike Lee diresse uno spot per la Swatch, intitolato Black and White, che mostra un matrimonio tra un uomo bianco e una donna nera. Il regista partecipò allo spot, in veste di testimone dello sposo. Lo spot sembra un seguito di Jungle Fever, soprattutto per il messaggio di convivenza pacifica tra le diverse razze che trasmette.
Dopo Malcolm X Lee diresse un piccolo film: Crooklyn, ovvero il suo film più autobiografico, scritto insieme al fratello Cinque e alla sorella Joie. In origine il film doveva essere diretto proprio dalla sorella, ma quando Spike Lee lesse la sceneggiatura si convinse a dirigere il film. Crooklyn è ambientato negli anni settanta e narra della vita di una famiglia afroamericana, raccontata dal punto di vista dei loro figli. Il film non ebbe molta visibilità sia negli Stati Uniti che in Europa. In Italia uscì solo per l'home video. Girato con un budget di 14 milioni di dollari, incassò complessivamente 13642861 $.
Il 2 ottobre 1993, Spike Lee si sposò con Tonya Linette Lewis. Al matrimonio fu invitato anche Stevie Wonder, che aveva curato la colonna sonora di Jungle Fever, che cantò Ribbon in the Sky. L'anno precedente, Lee diresse per Stevie Wonder il videoclip della canzone Make Sure You're Sure.

#### ClockerseGirl 6 - Sesso in linea
Crooklyn fu l'ultima collaborazione tra Spike Lee e Monty Ross, che aveva intenzione di debuttare nella regia.
Nel 1994, Lee partecipò al documentario Hoop Dreams, tenendo una lezione a un gruppo di giovani afroamericani su come ottenere di essere sponsorizzati dai college per il loro talento nella pallacanestro.
Nel 1995 Spike Lee ebbe l'occasione di lavorare con Martin Scorsese. Il regista italoamericano infatti produsse Clockers, duro atto d'accusa contro le droghe, l'uso delle armi e il genere musicale gangsta rap. «È rivolto agli abitanti del ghetto di New York. Ho voluto tirar fuori le loro contraddizioni per far capire che nascere neri e poveri non significa necessariamente nascere gangster, spacciatori, drogati, ballerini o rapper, ma che si può perfino studiare, avere un lavoro, metter su famiglia», asserì il regista.
Scorsese doveva dirigere inizialmente questo film, ma quell'anno diresse anche Casinò, quindi propose il progetto a Lee, che accettò. Clockers venne presentato al Festival di Venezia, ma venne ignorato dalla giuria. Costato 24 milioni di dollari, il film ne incassò 13 071 518, risultando uno dei flop commerciali più pesanti nella carriera del regista.
Sempre nel 1995, Spike Lee partecipò ai festeggiamenti per il centenario della nascita del cinema girando un cortometraggio di un minuto e sei secondi, con la stessa cinepresa e la stessa tecnica usate dai fratelli Lumière nel 1895. Il corto narra il tentativo di Lee di insegnare alla figlia Satchel a pronunciare la parola papà davanti alla cinepresa.
Nel 1996 Lee diresse una commedia, genere che non frequentava dai tempi di Lola Darling. Il film s'intitola Girl 6 - Sesso in linea, si occupa delle linee telefoniche erotiche ed è stato scritto dalla giovane scrittrice e sceneggiatrice Suzan-Lori Parks. Protagonista è una ragazza afroamericana, interpretata da Theresa Randle, che non riesce più a distinguere la fantasia dalla realtà. Il film si avvale di molti camei d'autore, come quelli di Naomi Campbell, Madonna e Quentin Tarantino. Spike Lee interpretò il ruolo del miglior amico della protagonista, e quello fu il suo ultimo ruolo da protagonista come attore. In seguito Lee ridusse le sue interpretazioni, apparendo nei suoi film raramente e in ruoli cameo. Il film non venne gradito dalla stampa statunitense. Spike Lee reagì così: «Girl 6 è un film molto sperimentale, e il meno apprezzato, ingiustamente, di tutti i miei film». Girl 6 - Sesso in linea fu presentato fuori concorso al Festival di Cannes, per volontà del regista. Costato 12 milioni di dollari, ne incassò complessivamente 4 939 939, rivelandosi un altro flop commerciale.
Nel giugno dello stesso anno Lee annunciò che era costretto a rinunciare definitivamente a The Jackie Robinson Saga, un film che voleva realizzare da tempo, sulla biografia del primo giocatore professionista di baseball afroamericano. I ripetuti flop commerciali dei film di Spike Lee diminuirono il peso commerciale della 40 Acres & A Mule. Lee fu costretto a chiudere la minicatena di negozi Spike's Joint, aperti a Los Angeles e a New York. Stesso destino subì la 40 Acres & A Musicworks. Il regista commentò così queste decisioni: «Volevo concentrarmi solo sul cinema. La 40 acres aveva troppe cose in ballo e veniva tirata in troppe direzioni diverse».

#### Bus in viaggio

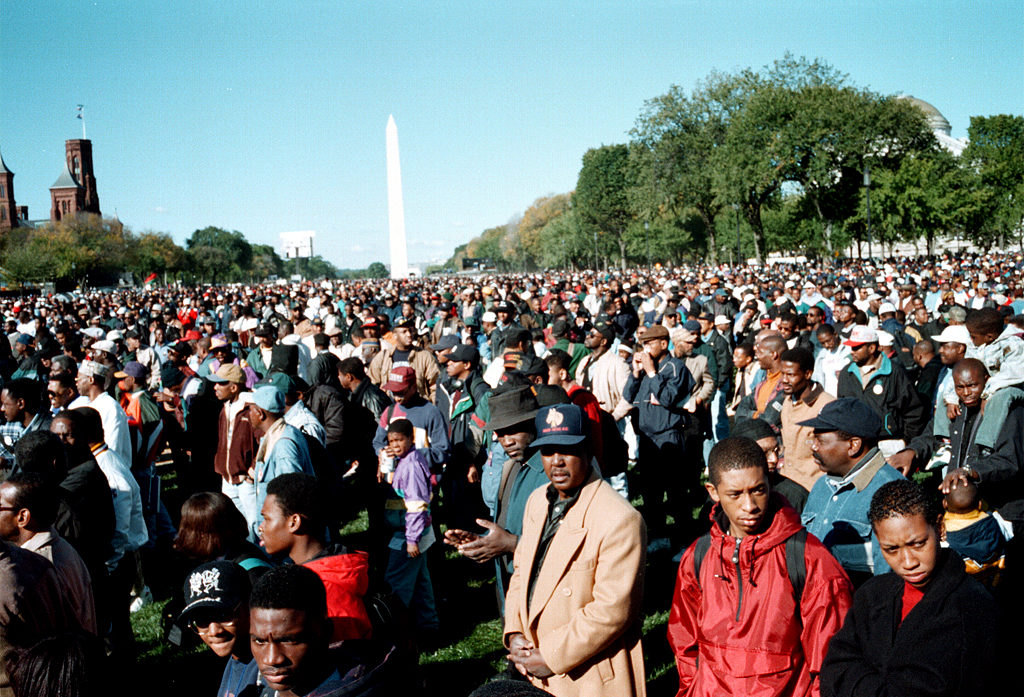
Un'immagine della Million Man March

Sempre nel 1996, Lee diresse il suo film più politico, Bus in viaggio, che narra del viaggio in pullman, da Los Angeles a Washington, di un gruppo di uomini afroamericani per recarsi alla Million Man March, la marcia di un milione di uomini afroamericani voluta dal reverendo Louis Farrakhan, leader della Nation of Islam, avvenuta il 16 ottobre 1995.
Il film è quasi tutto ambientato in un pullman e venne finanziato da molte personalità afroamericane, come Will Smith, Danny Glover e Wesley Snipes. Alla Million Man March, Spike Lee, che aveva più volte incontrato Farrakhan, non partecipò in quanto era reduce da un intervento chirurgico. Il film fu presentato in concorso al Festival di Berlino, vincendo un premio speciale. Costato 2500000 $, ne incassò complessivamente 5 754 249. Lee fu comunque insoddisfatto dell'incasso e accusò la Columbia, che co-produsse il film, di non averlo distribuito bene.
Negli Stati Uniti le critiche furono in maggioranza favorevoli, mentre in Europa l'accoglienza fu più tiepida, a causa anche del giudizio sull'operato e le dichiarazioni di Farrakhan.

#### 4 Little Girls
Nel 1997, Spike Lee tornò alla New York University in veste di insegnante. Nello stesso anno, Spike Lee diresse un cortometraggio intitolato Niggericans per il film a episodi Subway Stories - Cronache metropolitane, prodotto da Jonathan Demme. L'episodio di Lee narrava di un uomo afroamericano e un uomo portoricano che si affrontavano in un incontro di pugilato in una metropolitana. L'episodio diretto da Lee però non fu incluso nel film, poiché il regista non volle tagliare il suo corto per accelerarne il ritmo, come suggeritogli da Demme.
Sempre nel 1997, Lee diresse il documentario 4 Little Girls, che rievoca la strage avvenuta nel settembre 1963 a Birmingham, in Alabama, dove in una chiesa battista, per lo scoppio di una bomba durante la messa, rimasero uccise quattro bambine afroamericane. Lee intervistò i sopravvissuti all'attentato, i parenti delle vittime e molte personalità afroamericane, come Bill Cosby e il reverendo Jesse Jackson. «Ho una figlia piccola, e mi auguro di non dover provare mai ciò che devono aver provato quelle famiglie. Volevo andare sul posto e parlare con i testimoni, parenti, amici che avevano conosciuto quelle bambine, per raccogliere le loro testimonianze ed esaminare più nel profondo il clima di quel periodo», disse il regista.
Il documentario ricevette una candidatura agli Oscar e vinse cinque premi internazionali. Prodotto dalla televisione satellitare HBO, il documentario uscì nei cinema statunitensi il 13 luglio 1997, incassando 130146 $.
La critica cinematografica fu unanime nel definire 4 Little Girls un ottimo documentario e una delle migliori opere di Spike Lee.

#### He Got Game

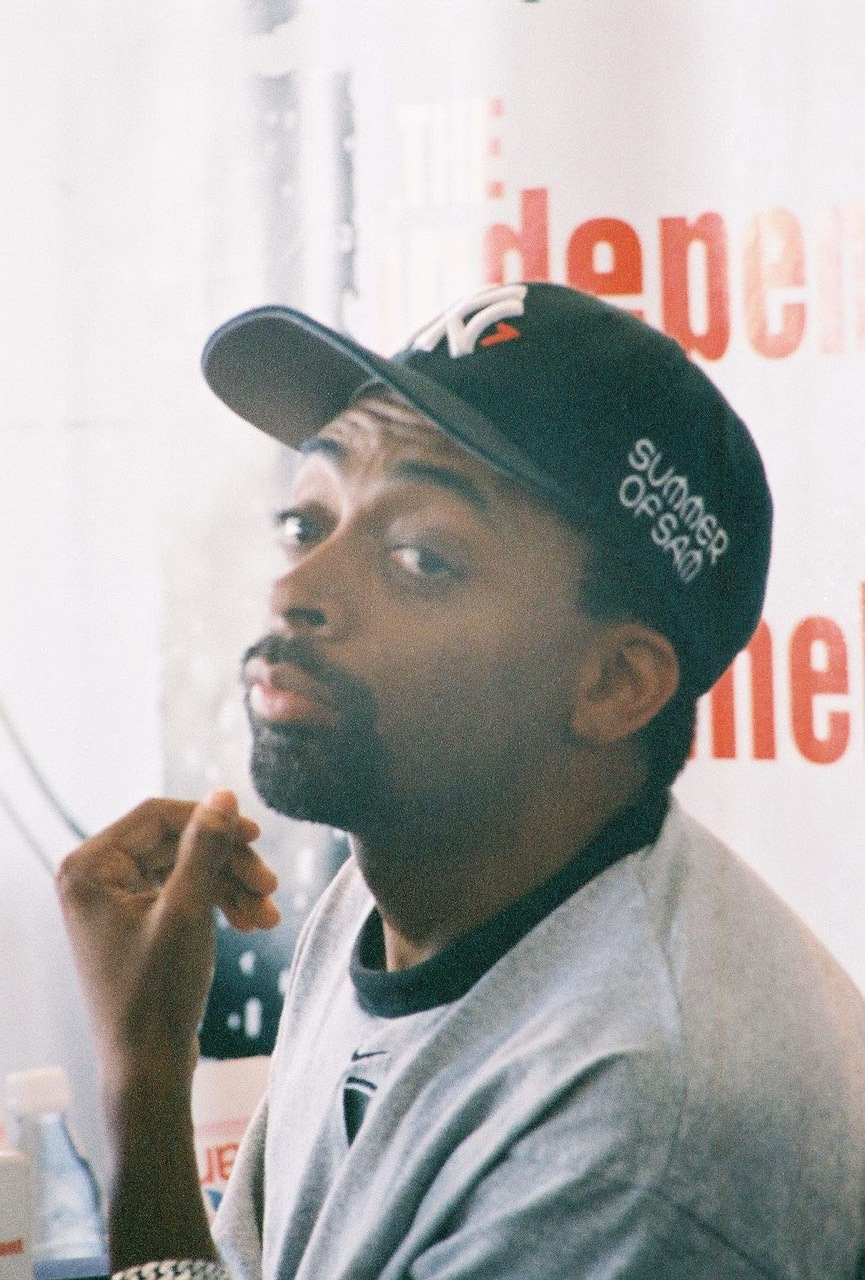
Spike Lee al Festival di Cannes 1999

Dopo aver diretto 4 Little Girls, Spike Lee fondò la Spike/Dbd, un'agenzia pubblicitaria, che gli permise di ottenere un maggior controllo sulla sua produzione pubblicitaria. Inoltre girò videoclip per artisti quali Curtis Mayfield e scrisse un libro sulla pallacanestro, intitolato The Best Seat in the House.
Nel 1998, Lee diresse He Got Game, interpretato ancora una volta da Denzel Washington, nel ruolo del padre di un giocatore di pallacanestro (il vero cestista della NBA Ray Allen) che per evitare la galera deve convincere il figlio a entrare nella squadra del college del suo Stato. Costato 25 milioni di dollari, il film ne incassò 21 567 853, piazzandosi tra le prime posizioni al botteghino, cosa che non accadeva a un film di Spike Lee dai tempi di Fa' la cosa giusta. La critica accolse molto bene il film, che non piacque alle donne afroamericane soprattutto per la prima scena di sesso interrazziale recitata da Washington, con Milla Jovovich. Terminato He Got Game, Lee filmò il monologo teatrale dell'attore John Leguizamo, Freak.

#### S.O.S. Summer of Sam - Panico a New York
Tra il 1998 e il 1999, Spike Lee curò la regia di due Pavarotti & Friends, i concerti benefici organizzati da Luciano Pavarotti. Lee diresse quello svoltosi per i bambini della Liberia e quello per aiutare il Guatemala e il Kosovo.
Sempre nel 1999, Lee girò il suo primo film senza protagonisti afroamericani, concentrandosi sulla comunità italoamericana. S.O.S. Summer of Sam - Panico a New York narra infatti di un fatto realmente accaduto, vale a dire di una serie di delitti realizzati da un serial killer nell'estate del 1977 a New York. Il film è interpretato da John Leguizamo, Mira Sorvino e Adrien Brody, e fu presentato in anteprima alla Quinzane di Cannes.

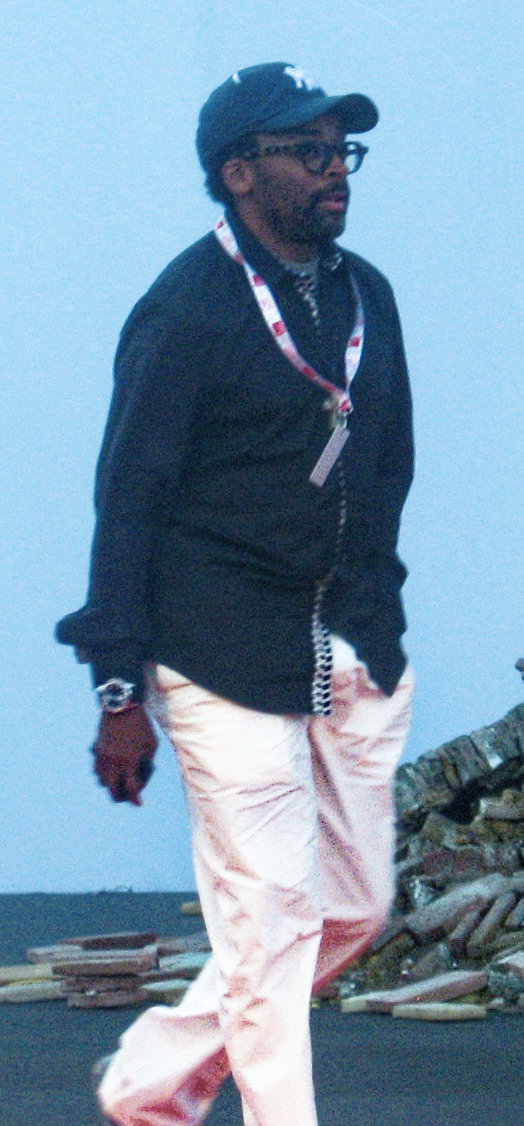
Spike Lee presenta alla stampa S.O.S. Summer of Sam - Panico a New York

Realizzato con un budget di 22 milioni di dollari, il film ne incassò 19288130 $. I critici si divisero anche questa volta sul film, con opinioni che andavano dall'entusiasmo al tedio.

### Nel nuovo millennio (2000-2009)

#### Bamboozled
Dopo questo film Lee diresse The Original Kings of Comedy, che documenta uno spettacolo teatrale di un gruppo di comici afroamericani, quindi tornò sul grande schermo con Bamboozled, progetto che aveva in mente da qualche anno.
Il film narra di un dirigente afroamericano di una rete televisiva che inventa uno spettacolo che si rifà ai cosiddetti minstrel show, vale a dire gli spettacoli e i film interpretati da attori bianchi truccati da neri che presentavano stereotipi razzisti. Il dirigente pensa sia una provocazione, invece lo spettacolo ottiene un enorme successo.
Con questo film, girato in digitale, Lee criticò duramente i peggiori stereotipi sugli afroamericani. «È un modo per ricordarmi di come ci vedevano, e di come ci vedono ancora oggi, a dispetto di quanto è cambiato», disse il regista.
Il film però venne accolto negativamente dalla stampa statunitense ed ebbe uno scarso successo di pubblico. Costato 10 milioni di dollari, ne incassò solamente 2 274 979, risultando uno dei flop più brucianti nella carriera del regista. Bamboozled si rifece ampiamente nel mercato dell'home video, risultando il film di Lee che ha riscosso più successo in DVD.
Il lavoro successivo del regista fu la ripresa di uno spettacolo teatrale intitolato A Huey P. Newton Story, interpretato da Roger Guenveur Smith, che narra la vita del fondatore delle Pantere Nere.
Nel 2002, Lee girò un altro documentario intitolato Jim Brown: All-American, che ripercorre la carriera del giocatore di football americano Jim Brown, intervistando amici e registi come Oliver Stone e Melvin Van Peebles. Sempre nel 2002, Lee partecipò al film collettivo Ten Minutes Older: The Trumpet, girando l'episodio intitolato We Wuz Robbed (vale a dire Ci hanno fregati), incentrato sulle elezioni presidenziali statunitensi del 2000.
Alla fine del 2002, Lee scrisse insieme alla moglie il libro per bambini Please, Baby, Please, Baby Baby Baby, Please, titolo che cita una battuta di Mars Blackmon in Lola Darling. Inoltre, il regista venne insignito di una laurea honoris causa dell'Università di Princeton.

#### La 25ª ora

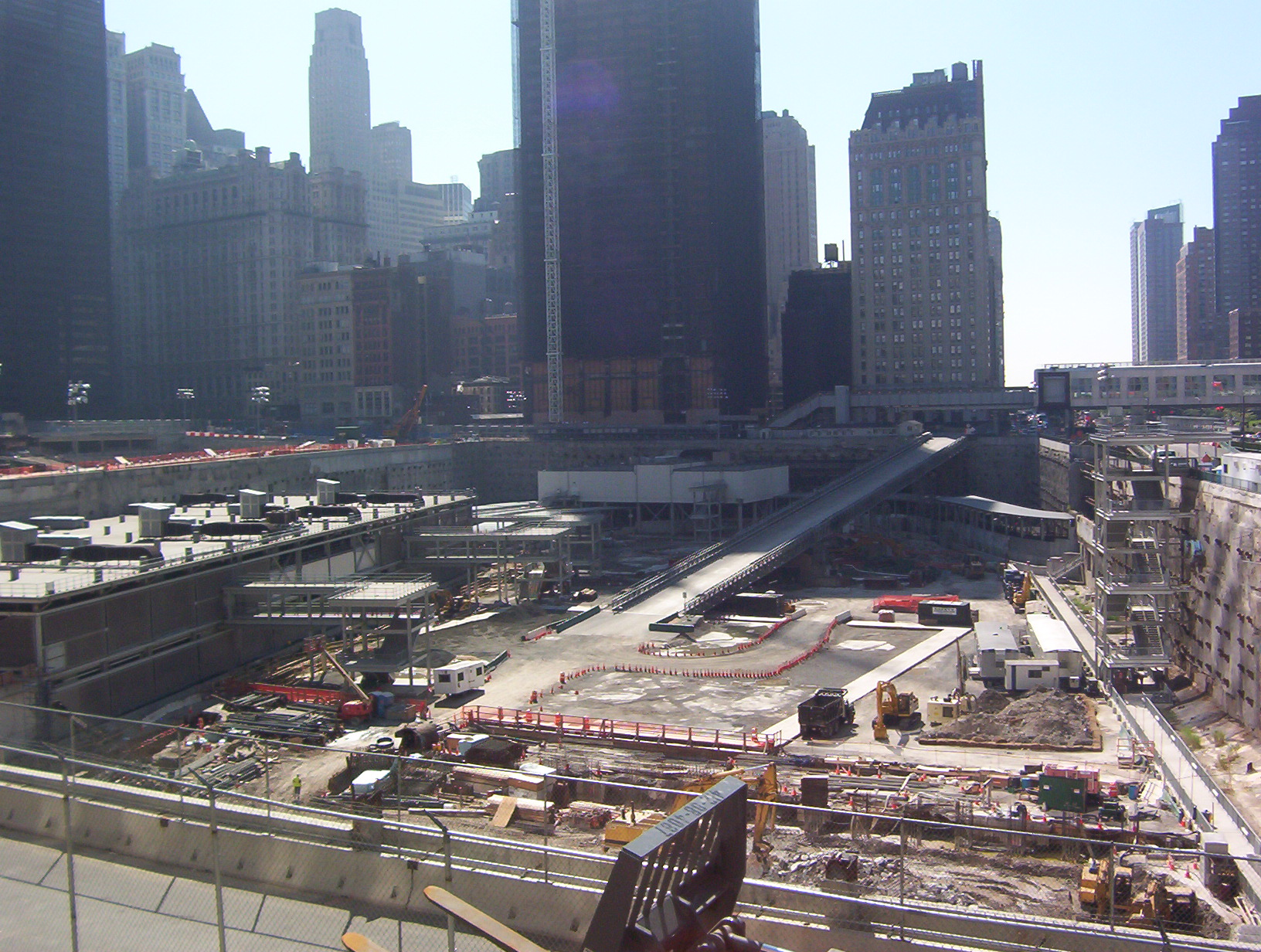
"Ground Zero" appare per la prima volta in un film in La 25ª ora.

Nel 2002, Lee diresse La 25ª ora, che narra delle ultime ore di libertà di uno spacciatore, interpretato da Edward Norton, Rosario Dawson e Philip Seymour Hoffman.
Il film è tratto dall'omonimo romanzo di David Benioff, che scrisse anche la sceneggiatura.
Lee aggiunse nel film dei chiari riferimenti alla strage dell'11 settembre 2001. La 25ª ora, infatti, fu il primo film a mostrare Ground Zero, la zona della strage. Il film fu presentato in concorso al Festival di Berlino.
La critica si divise nuovamente sul film, ma la maggior parte lo considerò una delle migliori opere, se non la migliore, del regista. Costato 5 milioni di dollari, realizzò un incasso complessivo di 13084595 $.

#### Sucker Free CityeLei mi odia
Nel 2004 Lee diresse per la rete televisiva Showtime l'episodio pilota di una serie intitolata Sucker Free City. Il progetto però non andò in porto e rimase solo un film di due ore, uscito in DVD.
Sempre nel 2004, Spike Lee diresse lo spot per la Telecom Italia, intitolato Comunicare è vivere, che vede il Mahatma Gandhi come testimonial d'eccezione. Lee infatti inserì la sua immagine e la sua voce, prese dal celebre discorso tenuto alla Conferenza delle Relazioni Interasiatiche, nel 1947.
Lee tornò al cinema dirigendo Lei mi odia, una commedia drammatica su un giovane dirigente afroamericano di una multinazionale del farmaco che denuncia i suoi superiori e si ritrova senza lavoro. Viene così convinto dalla sua ex moglie, diventata lesbica, a ingravidare lei e le sue amiche, in cambio di soldi. Il film affronta anche altri temi, quali lo scandalo Watergate.
Presentato fuori concorso alla 61ª Mostra internazionale d'arte cinematografica di Venezia, dove il regista fece parte della giuria, il film non ebbe alcun successo, né di critica né di pubblico, attirandosi anche le ire dei gruppi lesbici che lo considerarono offensivo. L'incasso totale fu di 366037 $, vale a dire il peggior risultato per un film di Spike Lee.
Subito dopo aver diretto Lei mi odia, Spike Lee tornò alla televisione dirigendo l'episodio pilota della serie Miracle's Boys, prodotto dalla moglie.

#### Due documentari impegnati
Nel 2005 Lee diresse un episodio del film collettivo All the Invisible Children, realizzato per l'UNICEF. Il suo episodio è stato scritto dalla sorella Joie e dal fratello Cinque, s'intitola Jesus Children of America e narra di una bambina afroamericana sieropositiva. Il film venne proiettato in anteprima al Festival di Venezia e l'episodio di Spike Lee ottenne critiche positive.

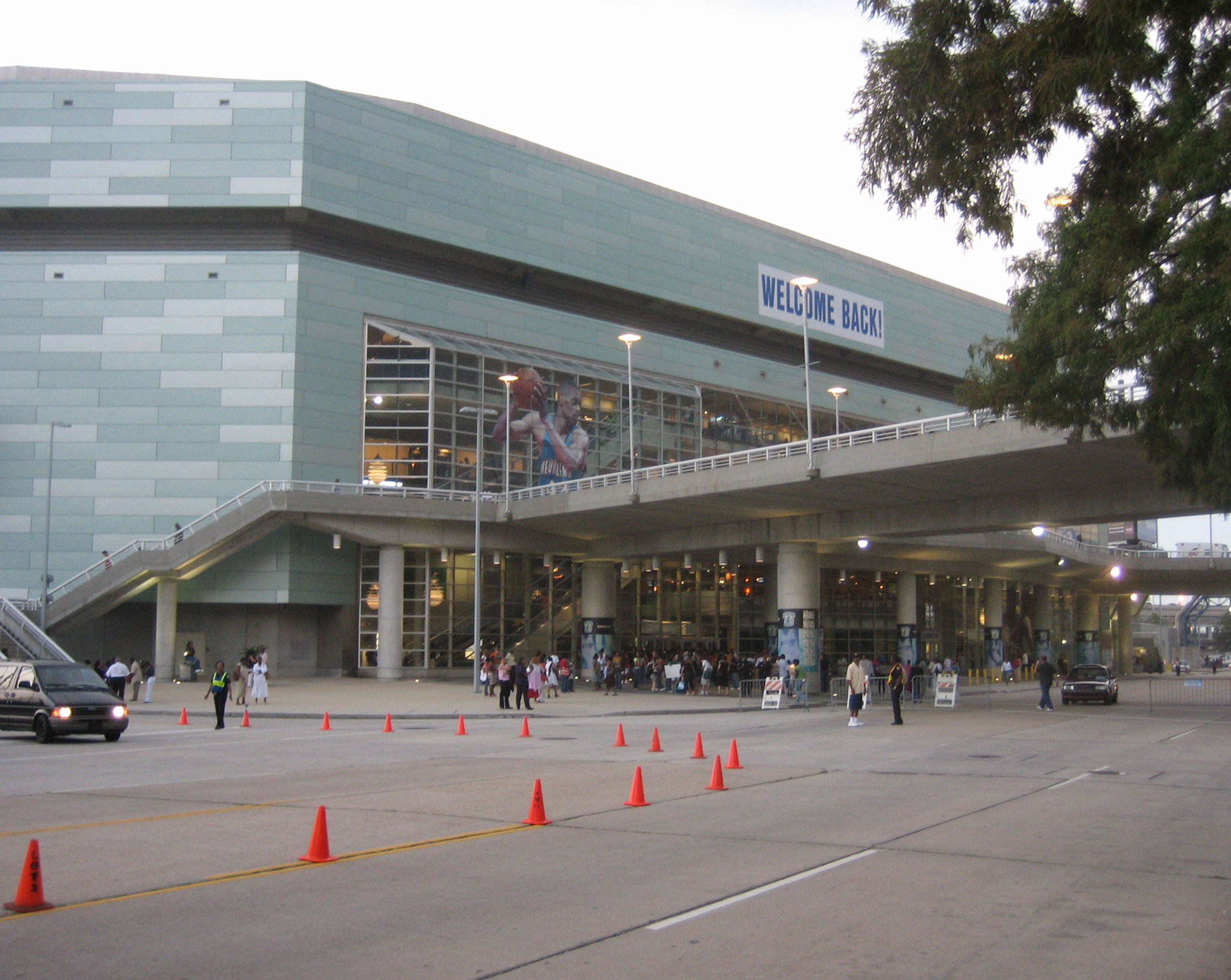
La New Orleans Arena, dove fu presentato in anteprima il documentario When the Levees Broke: A Requiem in Four Acts

Mentre Lee si trovava a Venezia, nella città di New Orleans si abbatté l'Uragano Katrina, che provocò migliaia di vittime, per la maggior parte afroamericane. Su questa catastrofe naturale il regista diresse un documentario intitolato When the Levees Broke: A Requiem in Four Acts, vincitore del premio "Orizzonti" alla 63ª Mostra internazionale d'arte cinematografica di Venezia, che riscosse il plauso unanime da parte della critica. In Italia è stato trasmesso in due parti su Rai 3, nel settembre 2007.

#### Inside Man
Nel 2006 Spike Lee diresse Inside Man. Si tratta del primo film di genere del regista afroamericano, infatti è un thriller incentrato su una rapina in banca. Tra gli interpreti torna nuovamente Denzel Washington, affiancato da Clive Owen e da Jodie Foster.
Inside Man venne accolto molto bene dai critici, sia statunitensi che europei, e incassò negli Stati Uniti 88513495 $, rivelandosi il più grande successo del regista, che ha in cantiere il sequel.
Nel 2006, Lee diresse anche l'episodio pilota della serie televisiva Shark, interpretata da James Woods. Nel 2007, Lee diresse il documentario Lovers & Haters, sulla cantante Mariah Carey.

#### Miracolo a Sant'Anna

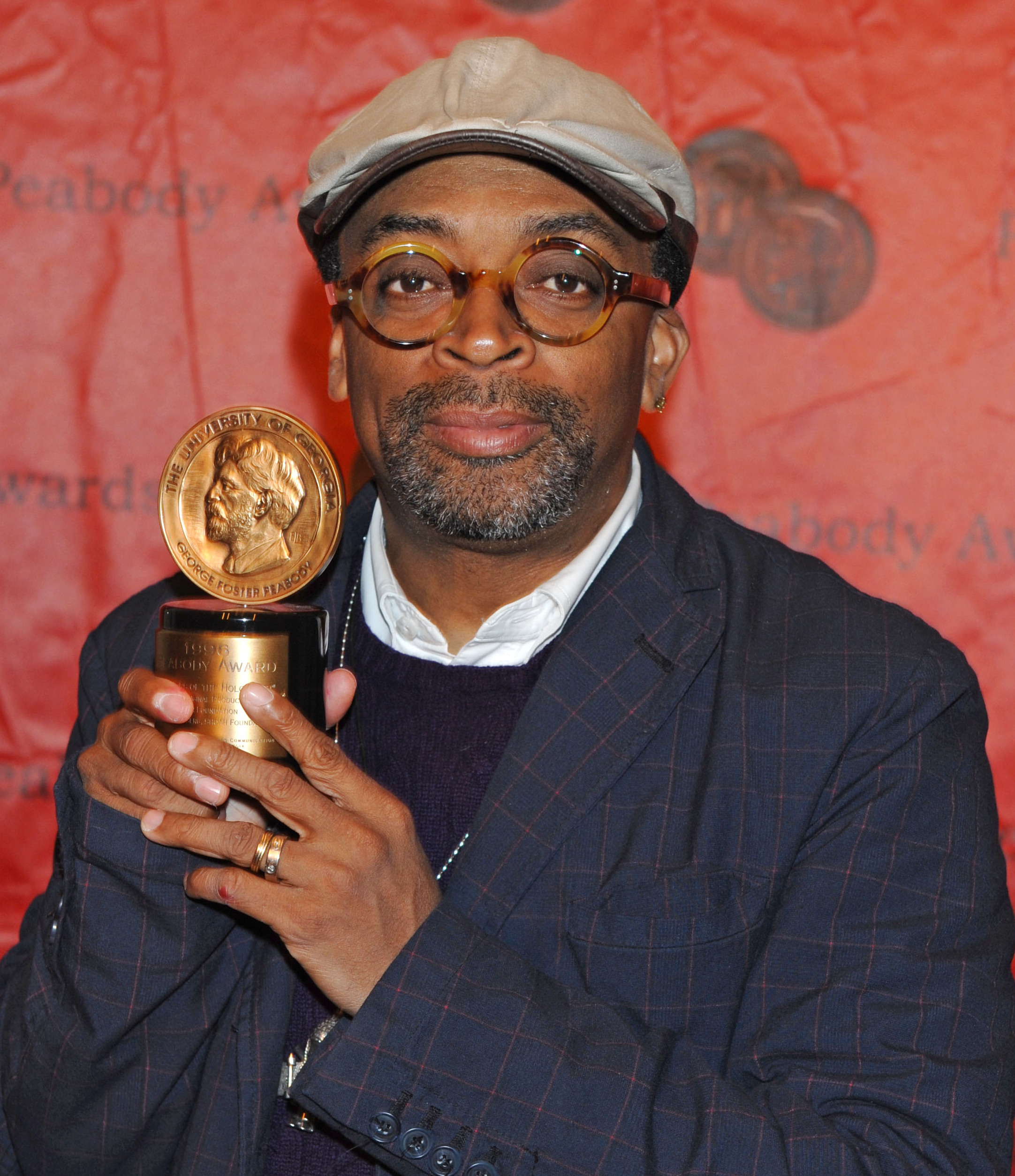
Spike Lee ai Peabody Award 2011

Nel 2008 Spike Lee diresse Miracolo a Sant'Anna, che narra dell'apporto di alcuni soldati afroamericani durante la Seconda guerra mondiale. Tratto da un romanzo di James McBride, è stato girato quasi interamente in Italia, e si ispira ai fatti realmente accaduti a Sant'Anna di Stazzema nel 1944, quando le SS compirono una strage, uccidendo 560 persone, in maggior parte donne e bambini.
Le riprese iniziarono il 15 ottobre 2007, a Sant'Anna di Stazzema, con un budget di 45 milioni di dollari. Il film, interpretato anche dagli attori italiani Pierfrancesco Favino e Luigi Lo Cascio, è uscito nelle sale cinematografiche statunitensi il 26 settembre 2008. Lee ha dichiarato: «È il mio tentativo di rinnovare il genere del cinema di guerra. È una storia epica, per uso di mezzi e di persone è la più impegnativa della mia carriera, più di Malcolm X. È anche il film della maturità, dieci anni fa non avrei potuto farlo, non ero pronto».
Il film è stato accusato dall'Anpi di revisionismo poiché, come attesta la sentenza emessa dal Tribunale Militare della Spezia nel 2005, la strage fu un atto premeditato e non una rappresaglia, come asserisce il film. Spike Lee si è difeso dichiarando: «La nostra storia prende solo spunto dai fatti realmente accaduti. McBride, per scrivere la storia, si è avvalso di alcuni consulenti storici, ma ha scritto un romanzo che contiene anche molti elementi di fantasia».
Il film si è rivelato un flop, incassando negli Stati Uniti la cifra complessiva di 7919117 $, mentre in tutto il mondo ha incassato complessivamente nove milioni di dollari, risultando così il terzo flop del 2008.

#### Il ritorno ai documentari e Oldboy
Dopo il flop di Miracolo a Sant'Anna, Lee ha diretto due documentari: Passing Strange, che riprende il musical omonimo, e Kobe Doin' Work, che racconta la vita del cestista Kobe Bryant. Nel 2013 esce Oldboy, con Josh Brolin e Sharlto Copley, rifacimento dell'omonimo film coreano di Park Chan-wook del 2003. Per Spike Lee si tratta del primo remake della sua carriera. Il film si rivela un flop al botteghino con un incasso totale inferiore ai 5 milioni di dollari a fronte di un budget di 30. Nel 2014 esce Il sangue di Cristo, nuova pellicola prodotta, scritta e diretta da Lee. Il film, dal budget di 1,4 milioni di dollari raccolti tramite Kickstarter, è il remake di Ganja & Hess e in Italia esce in DVD e Blu Ray.

#### Michael Jackson
Michael Jackson, che aveva contribuito a finanziare il film Malcom X, volle che il regista per il video del suo brano They Don't Care About Us fosse proprio Spike Lee. Il videoclip originale mostrava Jackson che cantava in una prigione ma MTV eliminò il video dalla playlist perché mostrava scene di violenza. Jackson e Lee quindi, realizzarono una nuova versione del video (visibile su HIStory on Film, Volume II). La produzione del secondo videoclip, girato nel quartiere di Pelourinho a Salvador da Bahia e nella favela di Santa Marta a Rio de Janeiro in Brasile, risultò problematica: le autorità statali cercarono, anche se invano, di bloccare le registrazioni. Ronaldo Cezar Coelho, all'epoca ministro brasiliano per l'economia e il turismo, chiese i diritti per la modifica delle immagini facendo la seguente dichiarazione: "Non vedo il motivo per cui dovremmo appoggiare i video che non contribuiscono in nessun modo a riabilitare l'immagine del Brasile". Le preoccupazioni delle autorità provenivano soprattutto dal fatto che il Brasile era candidato a ospitare i Giochi olimpici del 2004 e le immagini che mostravano povertà e abusi dei diritti umani avrebbero potuto precludere l'elezione. Un giudice bloccò le registrazioni ma un ordine successivo dell'autorità giudiziaria annullò tale decisione. Durante le riprese migliaia di persone oltrepassarono la sicurezza e una fan di Jackson riuscì ad avvicinarsi e ad abbracciare il cantante, causando in questo modo la caduta di entrambi. La donna venne in seguito scortata via dal set e Jackson continuò a ballare e cantare per la registrazione. Lo stesso Lee lo aiutò a rialzarsi. Tale scena è stata lasciata nel videoclip ufficiale.
In seguito alla morte di Jackson, avvenuta il 25 giugno 2009, Spike Lee ha girato un video tributo intitolato This Is It.
Nel 2012 ha diretto Bad 25, documentario che celebra i 25 anni dall'uscita dell'album Bad, mentre per celebrare l'album Off the Wall, ha realizzato nel 2016 il documentario Michael Jackson's Journey from Motown to Off the Wall. Lee ha dichiarato che potrebbe girare un nuovo documentario su Jackson, riguardante l'album Thriller.

### Progetti abbandonati
Un progetto molto promettente ma poi abbandonato per mancanza di fondi riguardava i drammatici eventi successi a Los Angeles nell'estate del '92.
La produzione venne annunciata a fine 2006. Per lo stanziamento della spesa preventiva vennero siglati accordi di intesa per la produzione con Imagine Entertainment e Universal Studios, intendendo iniziarne la lavorazione subito dopo il termine di Inside Man 2, con John Ridley incaricato della sceneggiatura e Brian Grazer produttore.
L'ispirazione per il film avvenne dopo la presenza del regista alla produzione del documentario When the Levees Broke, il cui argomento cardine era l'incidenza dell'uragano Katrina sulla popolazione. Non era pensata la partecipazione di un cast importante, perché Lee voleva rendere il film realistico più che recitativo, nella speranza di evitare rivolte future di tale portata.
Dopo due anni di sviluppo, il 2 febbraio 2009, Lee annuncia in un'intervista l'abbandono del progetto per il mancato stanziamento dei fondi necessari alla produzione.

## Estetica e stile
(Spike Lee)

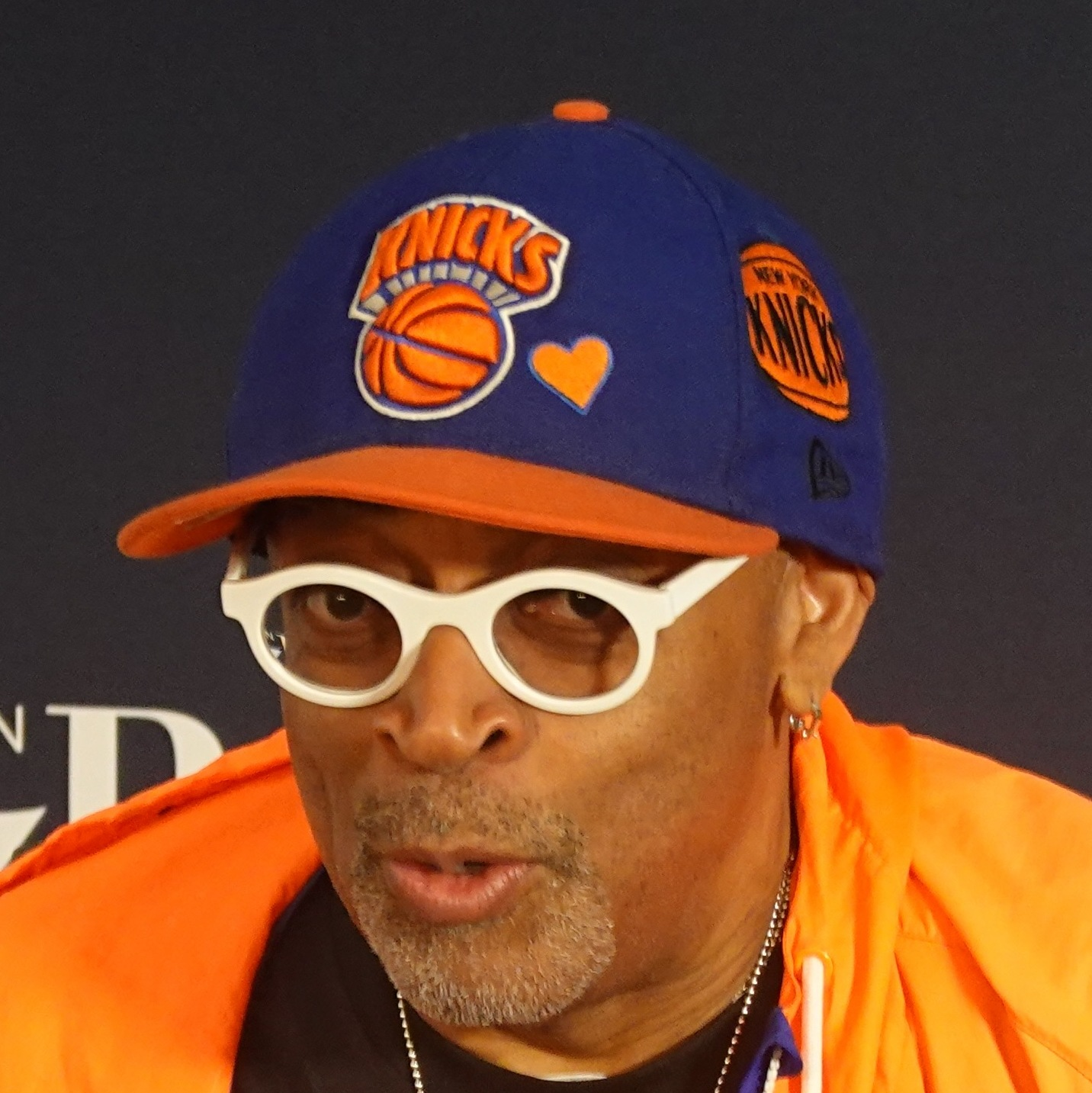
Spike Lee (2025)

Lo stile di Spike Lee è caratterizzato dal virtuosismo dei movimenti della macchina da presa, per un uso iperrealista della fotografia, e per il montaggio che fa riferimento alle tecniche e agli stili televisivi e al digitale. Estremamente importante nei suoi film è la musica. In Fa' la cosa giusta, la canzone Fight the Power, dei Public Enemy (brano di cui ha girato il videoclip), torna più volte durante il film per commentare le scene, come un coro greco.
La scena più ricorrente nei suoi film è quella in cui il regista posiziona un attore o un'attrice sul carrello della macchina da presa e lo fa muovere, dando l'impressione di un movimento fluido e sognante.
Il regista ha più volte mischiato tra loro supporti come il digitale, il 16 mm e il 35 mm. Il film Bamboozled è stato girato in digitale, tutto tranne la sequenza del balletto televisivo. In Crooklyn Spike Lee ha girato la sequenza delle vacanze al sud della bambina protagonista, che va a trovare gli zii che si comportano come i bianchi, non montando la lente anamorfica, quindi le immagini risultano allungate e vogliono dare allo spettatore lo stesso effetto di fastidio che prova la bambina in quelle situazioni. Lo stesso effetto è stato usato in Girl 6.
Un altro tratto distintivo del regista sono i titoli di testa, che sono dei veri e propri minifilm che anticipano le tematiche dei film. Ad esempio, Malcolm X si apre su una bandiera statunitense che prende lentamente fuoco, fino a diventare una X, poi si passa a immagini di linciaggi e violenze contro gli afroamericani, fino al pestaggio di Rodney King, avvenuto nel 1991 per mano di alcuni poliziotti bianchi. Bus in viaggio si apre con un uomo di colore in catene, come gli schiavi africani. Jungle Fever si apre su dei cartelli stradali che portano il nome del cast, mentre in Fa' la cosa giusta Rosie Perez balla freneticamente indossando un paio di guantoni da boxe.
Per il critico cinematografico Fernanda Moneta "è tipica dell'estetica spikeleeana, la sequenza di Miracolo a Sant'Anna che culmina nel profilo del soldato che si sovrappone alla montagna, in cui c'è una discrepanza di montaggio: il soldato, prima ha in testa l'elmetto, in quel primo piano non ce l'ha più e poi lo porta di nuovo. Essa non è un errore, ma una scelta estetica che ha a che fare con il modo di intendere il montaggio degli anni 80. Prima viene la forma dell'inquadratura, poi le leggi della logica cinematografica realista".
Per il critico cinematografico Giona A. Nazzaro per capire bene il cinema di Spike Lee «non basta conoscere bene le tecniche cinematografiche, neppure la storia del cinema. Bisogna sapere di storia afroamericana, è necessario disporre di conoscenze musicali particolari, di uno sguardo cromatico non indifferente, di una consapevolezza politica notevole, oltreché di pratiche di marketing e merchandising per lo più ignorate dai critici cinematografici».

## Controversie
Spike Lee è spesso stato oggetto di critiche, anche da parte degli afroamericani, per una presunta grossolanità nel ritrarre le altre minoranze statunitensi.
Famosa la sua polemica con Quentin Tarantino, accusato dal regista afroamericano di usare troppo spesso la parola nigger ("negro") nei suoi film. Lee ha raccontato alla rivista Variety che aveva chiesto l'aiuto di Denzel Washington, per frenare Tarantino. Poi uscì Jackie Brown, in cui la parola incriminata viene ripetuta 38 volte, e Lee sbottò: «Cosa vuole Tarantino: diventare un nero onorario?». In difesa di Tarantino intervenne l'attore afroamericano Samuel L. Jackson. Ha inoltre criticato Django Unchained, affermando che manca di rispetto agli schiavi neri suoi antenati. Comunque Lee e Tarantino hanno lavorato insieme in Girl 6 - Sesso in linea. Lee in veste di regista e attore, Tarantino in un cameo, nel ruolo di se stesso.
Il regista non ama molto la blaxploitation, i film degli anni settanta girati per la maggior parte da registi bianchi, per un pubblico di colore. Il regista ritiene questi film un inno alle droghe e alla prostituzione. Comunque ha omaggiato questi film in Girl 6 - Sesso in linea, dove la protagonista in una scena immagina di essere Foxy Brown e Cleopatra Jones.
Spike Lee nel 1988 contestò pubblicamente Whoopi Goldberg: «La criticai perché metteva le lenti a contatto azzurre. Quelle lenti le davano un aspetto innaturale, fasullo. Le persone con la pelle nera e gli occhi azzurri sembrano zombi. Non riuscivo proprio a spiegarmelo», dichiarò.
Nel 2001, il regista accusò Michael Mann di essersi ispirato ai limiti del plagio al suo Malcolm X per girare Alì, biografia di Muhammad Ali: «Uno della troupe che lavorava alla scelta delle location mi ha confessato che Michael Mann gli chiese di scovare tutte le zone di New York che avevamo usato nel nostro film, e si arrabbiò quando gli dissero che quelle location non esistevano più. Comunque l'ultima parola spetta all'opera stessa: basta guardare i due film e metterli a confronto», asserì.
Lee è finito più volte al centro delle polemiche anche per i suoi ripetuti contatti con Louis Farrakhan. Il regista infatti chiese l'aiuto esplicito al Fruit of Islam, ossia il reparto della sicurezza della Nation of Islam, per difendere i suoi set. Molti giornalisti criticarono il regista, a causa della sua vicinanza a Farrakhan, considerato un razzista per le sue dichiarazioni, quando Lee si esprimeva sempre contro il razzismo. Il regista si difese così: «I gruppi come la Jewish Defense League e la Anti-Defamation League pensano che tutti i musulmani facciano automaticamente parte della Nation of Islam, e che tutti i sostenitori di Farrakhan siano antisemiti, e dato che io avevo ingaggiato il Fruit of Islam, la conclusione era che fossi antisemita anch'io. Ma è un'assurdità».
Nel 2003 Lee ha citato in giudizio la rete televisiva Spike TV, sostenendo che stavano sfruttando il suo nome. La causa si chiuse in via extra-giudiziale.

## Vita privata
Spike Lee è sposato con l'attrice e produttrice Tonya Linette Lewis e ha due figli: Satchel e Jackson.
Lee è un tifoso sfegatato della squadra di pallacanestro dei New York Knicks, team della NBA, sua squadra del cuore fin dall'infanzia. Gli interessi sportivi di Lee non sono limitati alla pallacanestro: nel 2005 si è abbonato all'Inter. Ha anche dichiarato pubblicamente la sua simpatia per l'Arsenal di Londra.
Lee ha curato e diretto trama e regia per la modalità "La mia carriera" del videogioco NBA 2K16.

## Filmografia

### Regista

#### Cortometraggi
- Last Hustle in Brooklyn (1977)
- The Answer (1980)
- Sarah (1981)
- Come Rain or Come Shine (2001) (presentato al Concerto per New York City)
- We Wuz Robbed (episodio del film Ten Minutes Older: The Trumpet) (2002)
- Jesus Children of America (episodio del film All the Invisible Children) (2005)
- New York New York (2020)

#### Lungometraggi
- Joe's Bed-Stuy Barbershop: We Cut Heads (1983) - saggio di laurea alla New York University
- Lola Darling (She's Gotta Have It) (1986)
- Aule turbolente (School Daze) (1988)
- Fa' la cosa giusta (Do the Right Thing) (1989)
- Mo' Better Blues (1990)
- Jungle Fever (1991)
- Malcolm X (1992)
- Crooklyn (1994)
- Clockers (1995)
- Girl 6 - Sesso in linea (Girl 6) (1996)
- Bus in viaggio (Get on the Bus) (1996)
- He Got Game (1998)
- S.O.S. Summer of Sam - Panico a New York (Summer of Sam) (1999)
- Bamboozled (2000)
- La 25ª ora (25th Hour) (2002)
- Lei mi odia (She Hate Me) (2004)
- Inside Man (2006)
- Miracolo a Sant'Anna (Miracle at St. Anna) (2008)
- Red Hook Summer (2012)
- Oldboy (2013)
- Il sangue di Cristo (Da Sweet Blood of Jesus) (2014)
- Chi-Raq (2015)
- BlacKkKlansman (2018)
- Da 5 Bloods - Come fratelli (Da 5 Bloods) (2020)
- Highest 2 Lowest (2025)

#### Documentari
- 4 Little Girls (1997)
- Freak (1998)
- The Original Kings of Comedy (2000)
- A Huey P. Newton Story (2001)
- Jim Brown: All-American (2002)
- When the Levees Broke: A Requiem in Four Acts (2005)
- Lovers & Haters (2007)
- Passing Strange (2009)
- Kobe Doin' Work (2009)
- If God Is Willing And Da Creek Don't Rise (2010)
- Bad 25 (2012)
- Michael Jackson's Journey from Motown to Off the Wall (2016)
- American Utopia (2020)

#### Televisione
- Pavarotti & Friends for the Children of Liberia (1998)
- Pavarotti & Friends 99 for Guatemala and Kosovo (1999)
- Sucker Free City (2004) - film TV
- Miracle's Boys (2005) - miniserie TV
- Shark (episodio pilota) (2006)
- Mike Tyson - Tutta la verità (Mike Tyson: Undisputed Truth) (2013) - film TV
- She's Gotta Have It (2017) - serie TV

### Sceneggiatore
- Joe's Bed-Stuy Barbershop: We Cut Heads (1982)
- Lola Darling (She's Gotta Have It) (1986)
- Aule turbolente (School Daze) (1988)
- Fa' la cosa giusta (Do the Right Thing) (1989)
- Mo' Better Blues (1990)
- Jungle Fever (1991)
- Malcolm X (1992)
- Crooklyn (1994)
- Clockers (1995)
- He Got Game (1998)
- S.O.S. Summer of Sam - Panico a New York (Summer of Sam) (1999)
- Bamboozled (2000)
- Lei mi odia (She Hate Me) (2004)
- Il sangue di Cristo (Da Sweet Blood of Jesus) (2014)
- Chi-Raq (2015)
- BlacKkKlansman (2018)
- Da 5 Bloods - Come fratelli (Da 5 Bloods) (2020)

### Attore
- Lola Darling (She's Gotta Have It) (1986)
- Aule turbolente (School Daze) (1988)
- Fa' la cosa giusta (Do the Right Thing) (1989)
- Mo' Better Blues (1990)
- Jungle Fever (1991)
- Lonely in America di Barry Alexander Brown (1991)
- Malcolm X (1992)
- Seven Song for Malcolm X di John Akomfrah (documentario) (1993)
- The Last Party di Marc Levin (documentario) (1993)
- Crooklyn (1994)
- Hoop Dreams di Steve James (documentario) (1994)
- Drop Squad di David C. Johnson (1994)
- Clockers (1995)
- Forget Paris di Billy Crystal (1995)
- Girl 6: sesso in linea (Girl 6) (1996)
- Quando eravamo re (When We Were Kings) di Leon Gast (documentario) (1996)
- S.O.S. Summer of Sam - Panico a New York (Summer of Sam) (1999)
- Famous - Lisa Picard is Famous (Famous) (2000)
- 3 A.M. - Omicidi nella notte di Lee Davis (2001)

### Produttore
Oltre a tutti i suoi film, Spike Lee ha prodotto anche i seguenti:
- Drop Squad, regia di David C. Johnson – produttore esecutivo (1994)
- New Jersey Drive, regia di Nick Gomez – produttore esecutivo (1995)
- Tales from the Hood, regia di Rusty Cundieff – produttore esecutivo (1995)
- The Best Man, regia di Malcolm D. Lee (1999)
- Love & Basketball, regia di Gina Prince-Bythewood (2000)
- 3 A.M. - Omicidi nella notte (3 A.M.), regia di Lee Davis – produttore esecutivo (2001)
- Home Invaders, regia di Gregory Wilson – produttore esecutivo (2001)
- Good Fences, regia di Ernest Dickerson – film TV, produttore esecutivo (2003)
- Dream Street, regia di Lonette McKee – produttore esecutivo (2005)
- Il sangue di Cristo (Da Sweet Blood of Jesus) (2014)
- Touched with Fire (2015)
- Il colore della libertà (Son of the South) (2020)

### Videoclip (elenco parziale)
- Nola (Bill Lee) (1986)
- Tutu Medley (Miles Davis) (1986)
- Royal Gardens Blues (Branford Marsalis) (1986)
- Fight the Power (Public Enemy) (1989)
- Born To Fight (Tracy Chapman) (1989)
- Do Your Dance (Stevie Wonder) (1991)
- Gotta Have You (Stevie Wonder) (1991)
- Jungle Fever (Stevie Wonder) (1991)
- Make Sure You're Sure (Stevie Wonder) (1992)
- Money Don't Matter 2 Night (Prince) (1992)
- Laughing At the Years (Arrested Development) (1992)
- Hip Hop Hooray (Naughty by Nature) (1993)
- Cose della vita (Eros Ramazzotti) (1993)
- They Don't Care About Us (Michael Jackson) (1995)
- The Winner (Coolio) (1996)
- This Is It (Michael Jackson) (2009)
- Headlights (Eminem) (2014)

### Spot pubblicitari (elenco parziale)
- White Lines (1983)
- Jesse Jackson Drugs: New York State Primary (1988)
- Nike: Cover/Air Jordan (1988)
- Nike: Nola Air Jordan (1989)
- Nike: Can't... Can (1989)
- Levi's Button Fly Jeans Levis Series (1990)
- Nike: Air Jordan (8 spot) (1990)
- Swatch: Black and White (1993)
- American Express (1995)
- Nike (5 spot) (1995)
- Telecom Italia: Comunicare è vivere (2004)
- BMW Serie 3 Touring (2006)

## Doppiatori italiani
Nelle versioni in italiano delle opere in cui ha recitato, Spike Lee è stato doppiato da:
- Gaetano Varcasia in Fa' la cosa giusta, Jungle Fever, Girl 6 - Sesso in linea
- Marco Mete in Mo' Better Blues, Malcolm X
- Claudio De Angelis in Lola Darling
- Davide Marzi in Clockers
- Luca Biagini in S.O.S. Summer of Sam - Panico a New York

### Libri di Spike Lee
- (EN) Spike Lee, Spike Lee's She's Gotta Have It: Inside Guerrilla Filmaking, New York, Simon & Schuster, 1987, ISBN 0-671-64417-3. (libro sulla realizzazione di Lola Darling).
- (EN) Spike Lee & Lisa Jones, Uplift the Race: the Construction of School Daze, New York, Simon & Schuster, 1988, ISBN 0-671-64418-1. (libro sulla realizzazione di Aule turbolente).
- (EN) Spike Lee & Lisa Jones, "Do the Right Thing": a Spike Lee Joint, New York, Fireside- Simon & Schuster, 1990, ISBN 0-671-68265-2. (libro sulla realizzazione di Fa' la cosa giusta).
- (EN) Spike Lee, Mo' Better Blues - The Companion Volume To the Universal Pictures Film, New York, Fireside - Simon & Schuster, 1990, ISBN 0-671-72570-X. (libro sulla realizzazione di Mo' Better Blues).
- (EN) Spike Lee, Five for Five: the Films of Spike Lee, New York, Stewart Tabori & Chang, 1991, ISBN 1-55670-217-5. (libro fotografico sui primi cinque film di Spike Lee).
- (EN) Spike Lee, By Any Means Necessary: the Trials and Tribulations of the Making of "Malcolm X" (While 10 Million Motherfuckers Are Fucking with You), New York, Hyperion, 1992, ISBN 1-56282-913-0. (libro sulla realizzazione di Malcolm X).
- (EN) Spike Lee & Ralph Wiley, The Best Sea in the House, New York, Random House, 1997, ISBN 0-609-80191-0. (libro sulla pallacanestro).
- (EN) Spike Lee & Tonya Linette Lewis Lee, Please, Baby, Please, Baby Baby Bay, Please, New York, Stewart Tabori & Chang, 2002, ISBN 0-689-83457-8. (libro per bambini).
- Spike Lee & Kaleem Aftab, Questa è la mia storia e non ne cambio una virgola, Milano, Kowalski Editore, 2005, ISBN 88-7496-709-8. (autobiografia aggiornata a Inside Man).

### Libri su Spike Lee
- (EN) Alex Patterson, Spike Lee, New York, Siegel & Siegel Ltd, 1992, ISBN 0-380-76994-8.
- Fernanda Moneta, Spike Lee, Milano, Il Castoro Cinema, 2007 (prima edizione 1998. Seconda edizione aggiornata con fotogrammi 2007), ISBN 88-8033-110-8. (fino a Inside Man).
- Giona A. Nazzaro (a cura di), Spike Lee: tutti i colori del cinema, Milano, Stefano Sorbini Editore, 1996, ISBN 88-86883-02-1. (fino a Girl 6 - Sesso in linea).
- Fernanda Moneta, La chiave del cinema. Tecniche segrete per realizzare un film di valore, Roma, UniversItalia, 2009, ISBN 978-88-95244-59-4, ..
- Lapo Gresleri, Spike Lee. Orgoglio e pregiudizio nella società americana, Milano, Bietti, 2018, ISBN 978-88-8248-407-1 (fino a BlacKkKlansman).